# Soldatkejsare
Soldatkejsare kallas de romerska kommendörer som under den oroliga tiden 235–284 v.t. blev utropade till kejsare av sina trupper. Till skillnad från de personer som tidigare nått kejsarvärdigheten på detta sätt, exempelvis Vespasianus och Septimius Severus, rörde det sig om yrkesmilitärer och inte medlemmar av senatsaristokratin vars ämbetsmannakarriärer inbegrep perioder av ståthållarskap i någon provins. Många av soldatkejsarna var provinsbor av låg börd som tagit värvning i armén och genom duglighet stigit i graderna. Alla blev inte erkända av senaten i Rom. Många hade regeringstider som inte var längre än månader eller enstaka år. Den första soldatkejsaren var Maximinus Thrax som utropades till kejsare år 235 av de soldater som mördat Alexander Severus. 